# The Humans
The Humans je rumunski pop bend sa Kristinom Karamarku na čelu.

## Biografija
The Humans je muzička grupa koja je osnovana 2017. godine u Bukureštu.
25. februara 2018. godine pobedili su na rumunskom nacionalnom izboru za Pesmu Evrovizije Selecția Națională 2018. sa pesmom  "Goodbye". Osvojili su 3277 glasova publike u finalu. Sa pesmom "Goodbye" su predstavljali Rumuniju na Pesmi Evrovizije 2018. godine u Lisabonu. Nastupali su drugi u drugom polufinalu. Završili su takmičenje na jedanaestom mestu u polufinalu sa 107 bodova, 4 boda manje od desetoplasiranog mađarskog benda AWS. Oni predstavljaju prve predstavnike Rumunije koji nisu prošli u finale Pesme Evrovizije.

## Članovi
- Kristina Karamarku - pevačica
- Aleksandru Kismaru - gitarista
- Aleksandru Matei - kalvijaturista
- Alin Neagoe - basista
- Adrian Tanase - gitarista
- Pedro Adi Tetrade - bubnjar
- Korina Matei - violinistkinja

## Diskografija
- Îndură inima (2017)
- Goodbye (2018)
- Binele meu (2018)
- N-Are Rost (2019)